# Добриков, Владимир Григорьевич
Владимир Григорьевич Добриков (30 августа 1925 — март 1995), — советский футболист и тренер. Мастер спорта СССР (1951), заслуженный тренер РСФСР.

## Биография
В 1947 году играл за киевский ОДО. Затем несколько лет провёл в команде МВО (Москва / Калинин; она же команда города Калинина); стал в её составе финалистом Кубка СССР 1951 года, провёл в этом розыгрыше все матчи своей команды и забил по голу в ворота команд высшей лиги «Динамо» Москва и «Шахтёр» Сталино. В этом же сезоне его команда одержала победу в классе Б (в то время — втором по силе дивизионе советского футбола). (Возможно, Добриков участвовал также в победном для клуба чемпионате РСФСР 1950 года.) В сезоне 1952 сыграл за МВО в классе А лишь 3 матча. Затем провёл два сезона за ленинградский «Зенит» (31 игра и 2 гола в классе А, 5 игр и 3 гола в Кубке СССР).
Добриков сменил ведущего бомбардира Ивана Комарова. Он был техничнее ветерана, хорошо видел поле, умел мягко пасовать мячи партнёрам, однако заметно уступал своему предшественнику в энергии и атлетизме. Если Иван, словно танк, мужественно таранил защитные порядки и завершал атаки грозными ударами, то Добриков был по натуре диспетчером. Он отлично распоряжался мячом возле штрафной площадки противника, плёл хитроумные кружева атаки, но вторгаться в опасную зону решался редко. Уже первые игры показали, что проблемой номер один для команды является центральный нападающий — замысловатая игра Добрикова не приносила нам большой пользы. (из воспоминаний вратаря «Зенита» Леонида Иванова)
Окончил Высшую школу тренеров. В 1963 году окончил ГЦОЛИФК.
В 1963 и 1970 работал старшим тренером в кировоградской «Звезде». Тренировал калужский «Спутник» / «Локомотив», выступавший в классе Б (третьем по силе дивизионе в те годы); в сезоне 1966 во главе команды одержал победу сначала в зональном турнире, а затем и в финальном розыгрыше, принеся ей титул чемпиона РСФСР и повышение в классе, продолжил работу с командой во второй группе класса А. В сезоне 1971 работал во второй лиге с костромским «Спартаком». Также работал в ленинградской футбольной школе молодёжи, тренировал юношей и в Москве.
Скончался в марте 1995 года.